# معركة أرسوف
دارت معركة أرسوف في 7 سبتمبر 1191، زمن الحملة الصليبية الثالثة بين صلاح الدين الايوبى وريتشارد. هزم فيها جيش صلاح الدين الأيوبي.
في يوم 22 أغسطس 1191، خرج ريتشارد بجيش من عكا متجها إلى عسقلان، وخرجت قوات صلاح الدين من خلفهم ترميهم بالنبال وتهاجمهم بالسيوف. وقد أمر صلاح الدين بقتل أي صليبي يؤسر كانتقام لمذبحة عكا وقتلهم للأسرى. فدخل الصليبيين حيفا وبقوا فيها، أما صلاح الدين فقد فضّل البقاء في القيمون إلى أن عرف أن الصليبيين خرجوا من حيفا بجنودهم وفرسانهم، ومشوا بجانب الساحل وسفنهم في البحر تحاذيهم، فخرج ورائهم، وحدثت بعض المناوشات. ولما وصل صلاح الدين قرية اسمها دير الراهب بجوار أرسوف، أرسل ريتشارد يطلب مقابلة الملك العادل، فلما التقيا قال له: " لقد حاربنا بعضنا البعض مدة طويلة، وقد جئنا هنا لكي ننصر أهل الساحل، فلو تصالحتم معهم فستنتهي جميع العداوات التي بيننا". فلما سأله العادل وماذا تشترطون لنتصالح؟ رد عليه ريتشارد قائلا: " نشترط أن يستعيد أهل الساحل المدن التي أخذتموها منهم "فانتهت المقابلة ومشى العادل غاضباً.
يوم 30 أغسطس بقى جيش صلاح الدين قريباً جداً من جيش ريتشارد وحصلت بعض من معارك الكر والفر، وتعرض الفرنسيون لهجمات قوية كانت ستقضي عليهم لأنهم كانوا في مؤخرة الجيش الصليبي. وبعد ذلك بأيام قليلة اختار صلاح الدين أرض المعركة في شمال أرسوف في منطقه مفتوحة تسمح بمناورات الفرسان. يوم 7 سبتمبر اصطف الصليبيين الذين كان من ضمنهم قوات هنرى أوف شامبين، وقوات الملك جاي وفرسان المعبد، والإسبتارية، والفلامنكيين وغيرهم.

خريطة معركة أرسوف

## المعركة
بدأ سلاح فرسان صلاح الدين في الهجوم وهاجموا بخفة وأخذوا يطلقون السهام ثم يتراجعون بسرعة وفي كل مرة يقتربون أكثر وكالبرق كانت سرعة خيولهم وارتفع غبار كثيف. أجل الملك ريتشارد هجومه واعطى اوامره للمشاة ان يصدوا المسلمين وانتظر حتي تُجهد خيول جيش المسلمين واستمر الامر حتي منتصف النهار والحقت السهام خسائر فادحة بخيول الإسبتارية.
ولم يستطيع قادة الاسبتارية ان ينتظروا أكثر فهتفوا باسم القديس جرجس وهاجموا. وادرك ريتشارد انه لن يستطيع كبح جماحهم فاندفع بحصانه وتبعه فرقته لدعم الاسبتارية ضد ميمنة المسلمين واندفع الداوية ضد ميسرة صلاح الدين وفوجيء المسلمين بالهجوم وتراجعوا بعد خسائر كبيرة وحارب قلب الاسد بشجاعة.--> لكن صلاح الدين تماسك وجمعه، وأمر بحماية معسكره وقام بهجوم جديد على الصليبيين لكنه فشل في التحكم في المعركة، وكان جيش الصليبيين منتصراً. انهزم جيش صلاح الدين ولولا حماسة صلاح الدين الشخصية وصلابته لكان جيشه قد انهزم هزيمة فادحة. مع ذلك النصر الذي حققه الصليبيون ما لم يكن حاسماً، ولم يقتل من كلا الجيشين عساكر كثيرون أو أمراء مهيمنين. أراد صلاح الدين أن يدخل معركة جديدة، لكن ريتشارد لم يرد ذلك لانه كان يعلم أنه ليس بالقوة التي تسمح له بدخول معارك متتابعة، فأكتفى بنصره المعنوى في أرسوف. وهذه المعركة كانت أول معركه مفتوحه بين جيش صلاح الدين والصليبيين بعد معركة حطين.
صلاح الدين ذهب بجيشه إلى الرملة وانتظر هناك كي يرى ماذا سيفعل ريتشارد. ذهب الصليبيون إلى يافا وحصنوها، وبدأ ريتشارد يستعد للوصول إلى القدس. وهنا، يقول المؤرخون إن ريتشارد قام بخطأ هو الآخر لأنه انتظر مدة في يافا فلو أنه خرج من أرسوف إلى القدس فوراً لكان من الممكن أن يحصل عليها، لكن ريتشارد كان يعلم ان صلاح الدين قد انهزم، لكن جيشه كان موجوداً، ولو ذهب إلى القدس فوراً لكان جيش صلاح الدين بإمكانه أن يعزله عن الساحل، وبالتالى عن الإمدادات من البحر، فكان لابد من يقوم بعمل قاعدة قويه في يافا قبل أن يغامر ويتوغل في البر. لكن تأخره في يافا أعطى فرصة لصلاح الدين بأن يقوم بعمل تحصينات ودفاعات متينة حول القدس.
ومن ناحيته خاف صلاح الدين من أن يذهب ريتشارد إلى عسقلان ويقوم ببناء قاعدة ثانية هناك، فيقطع الطريق بينه وبين مصر مصدر قوته وعسكر جيشه وترسانته، فسبقه إلى هناك ودمرها وجعلها غير صالحة للاستعمال كقاعدة عسكرية. ريتشارد بدأ يواجه مصاعب، عساكر من الجيش الصليبى بدأوا بالتسلل والهروب إلى عكا، وفوق ذلك بدأ ريتشارد يالقلق من كونراد في صور ومن رجوع فيليب إلى فرنسا، ومن أخبار التمردات التي تحصل في قبرص. ولكي ينتهي من قبرص باعها لفرسان المعبد، وابتدأ يتجهيز للتفاوض مع صلاح الدين.

## فهرست وملحوظات
1. ↑  ابن واصل، 2/367
2. ↑  Runciman p.55/3
3. ↑  الشيال، 2/70
4. ↑  Runciman p.55-57/3
5. ↑  Runciman p.57-58/3
6. ↑  Runciman p.58/3